# Todd Bridges
Todd Bridges (San Francisco, California, 27 de mayo de 1965) es un actor estadounidense conocido por encarar el papel de Willis Jackson, en la famosa serie de televisión Diff'rent Strokes entre 1978 y 1986 y en el programa en truTV Presents: World's Dumbest..., además de ser el único miembro del elenco de la serie Diff'rent Strokes en permanecer con vida. 

## Vida personal
Bridges nació el 27 de mayo de 1965 en San Francisco, California, es hijo de Betty Alice Pryor, actriz, directora y gerente, y James Bridges, Sr., un agente. Los hermanos y sobrinas asimismo son todos actores. El hijo de Todd, Spencir Bridges nacido el 15 de julio de 1998 de su esposa divorciada Dori Bridges née Smith, también es un actor infantil que aparece en la película Daddy Day Camp y un episodio de iCarly. Además Bridges tiene una hija, Bo, de una relación anterior.
En 1998, Todd Bridges y su hermano James Bridges salvaron la vida de Stella Kline, una mujer parapléjica de 51 años. La mujer casi se ahogó con su silla de ruedas en un lago mientras estaba de pesca. Citando a Kline: "agradecí a Dios que él haya estado allí, y usted sabe, todo el mundo ha estado diciendo nada más que cosas malas sobre Todd Bridges en las noticias y en los periódicos... Él tiene un corazón de oro". Todd Bridges comentó sobre el rescate: "Sentíamos que Dios nos puso en el momento preciso para salvar la vida de esta señora, porque no había nadie más alrededor".

## Asuntos legales
A los 20 años, batalló una adicción a la cocaína crack durante varios años. Bridges fue arrestado por delito grave de agresión y posesión de cocaína. En 1986, recibió una sentencia suspendida luego de no impugnar los cargos de hacer una amenaza de bomba. En 1989, fue detenido y juzgado por el intento de asesinato de Kenneth "Tex" Clay, un traficante de drogas del área de Los Ángeles, los fiscales argumentaron que había sido fusilado por Bridges, al final no se declaró culpable de los cargos y fue representado por el abogado de alto perfil Johnnie Cochran.
Cochran lo retrató con éxito como un menor abusado que había sido impulsado a las drogas por una industria explotadora del entretenimiento, y ahora estaba siendo enmarcado injustamente. Un testigo declaró que finalmente, el actor no estaba presente en el momento de los disparos y fue absuelto de todos los cargos por un jurado.
En 1992, Bridges recibió una multa de 240 dólares por portar un arma de fuego oculta. 
Bridges fue arrestado el 29 de diciembre de 1992, luego de que oficiales de policía de Burbank descubrieron metanfetaminas y un arma cargada en su automóvil. El arresto fue por sospecha de transporte de estupefacientes para la venta y posesión de arma cargada. Fue puesto en libertad con una fianza de $ 10,000. Bridges dejó las drogas el 24 de febrero de 1993, después de años de uso.

## Carrera profesional
Bridges apareció en The Waltons, Little House on the Prairie, y en la histórica miniserie Roots. Él era un habitual en Barney Miller spinoff de Fish. Pero fue como Willis Jackson en la sitcom Diff'rent Strokes que salto a la fama, junto con sus jóvenes compañeros Dana Plato y Gary Coleman.
Participó como concursante en un episodio de 2006 de Fear Factor, pero fue eliminado después del primer truco. En enero de 2007, apareció como un miembro de la "mafia" en la versión estadounidense del juego 1 vs 100.
Colaboró en el nuevo espectáculo de MyNetworkTV, Decision House junto su esposa, Dori Bridges, en el episodio titulado, "Burned Bridges" transmitido el 14 de noviembre de 2007. También tuvo un papel recurrente en la serie Everybody Hates Chris.
En marzo de 2008, comenzó a hacer apariciones frecuentes en truTV Presents: World's Dumbest... de TruTV. Ese mismo año, en octubre, debutó como uno de los concursantes en el show Hulk Hogan's Celebrity Championship Wrestling de Hulk Hogan por CMT, era miembro del equipo de Beefcake (entrenado por el exluchador Brutus "El barbero" Beefcake), los jueces lo elogiaron por su capacidad atlética y su astucia al derrotar Harding. Después de llegar a la final junto con Butterbean y Dustin Diamond, Bridges fue derrotado por Dennis Rodman.

### Otros trabajos
En 2010 escribió un libro, Killing Willis: From Diff'rent Strokes to the Mean Streets to the Life I Always Wanted, hablando de su abuso sexual infantil, adicción a las drogas, cargos criminales y esfuerzos para establecer una identidad pública independiente del carácter, "Willis".
Ese mismo año, el 28 de abril estuvo en The Oprah Winfrey Show para discutir los problemas más allá de los que relatan sus memorias.
En 2011, el actor hizo una participación en el video de la canción "Howlin 'for You, de The Black Keys"
Tuvo un breve paso en el reality de Fox, Skating with Celebrities, pero fue eliminado en el segundo episodio de la demostración porque estaba usando patines en lugar de patines de hielo. Derrotó a Vanilla Ice en un episodio de Celebrity Boxing durante el 2002.

## Filmografía
- Barney Miller (1975) (TV)
- Katherine (1975) (TV)
- Little House on the Prairie (1977) (TV)
- The Waltons (1977 & 1978) (TV)
- A Killing Affair (1977) (TV)
- Roots (1977) Miniseure de TV
- Fish (1977–1978) Serie de TV
- Diff'rent Strokes (1978–1986) Serie de TV
- The Facts of Life (1979 & 1981) (TV)
- High School U.S.A. (1983)
- She's Out of Control (1989)
- Busted (1996)
- Flat Out (1998)
- The Waterfront (1998)
- The Darkling (2000) (TV)
- After Diff'rent Strokes: When the Laughter Stopped (2000) (TV)
- Inhumanity (2001)
- Dumb Luck (2001)
- The Young and the Restless (2002) Serie de TV
- The Climb (2002)
- Welcome to America (2002)
- Dickie Roberts: Former Child Star (2003)
- May Day (2003)
- Pauly Shore is Dead (2003)
- Black Ball (2003)
- Issues (2004)
- Land of the Free? (2004)
- Punk'd (2005) (TV)
- Death Row (2006)
- Decision House (2007) (TV)
- Everybody Hates Chris (2007) (TV)
- Big Ball'n (2007) (Film)
- TruTV Presents: World's Dumbest... (2008–2013) (TV)
- I Got Five On It Too (2009)
- See Dick Run (2009)
- Big Money Rustlas (2010)
- Tyler Perry's House of Payne (2011)
- Turning Point (2012) - Marvin
- That's My Boy (2012)